# Эроглу, Мерве Нур
Мерве Нур Эроглу (род. 25 марта 1993, Болу) — турецкая паралимпийская лучница. Спортсменка, выступающая в категории олимпического лука, была признана спортсменом года в паралимпийском стрельбе из лука по версии Всемирной федерации стрельбы из лука в 2018 году.

## Спортивная карьера
Эроглу начала заниматься стрельбой из лука после окончания средней школы в 2011 году. Она тренируется в спортивном зале полиции Болу и её тренером является Ахмет Сонер Мерсинли.
Она участвовала в европейском отборочном турнире 2016 года, который прошел в Сен-Жан-де-Мон и получила квоту на участие в Паралимпийских играх 2016 года в Рио-де-Жанейро.
В 2021 году она завоевала бронзовую медаль в индивидуальных соревнованиях и серебряную медаль в смешанной команде вместе с партнёром Садыком Савашем на 7-м турнире по стрельбе из лука Fazza Para Archery World Ranking, который прошел в Дубае.